# Manipura
Manipura je treća glavna čakra prema tradiciji joge i hinduizma. Zove se još pupčana čakra i ona je središte solarnog pleksusa. U samom prijevodu Manipura znači sjajni dragulj, a može se prevesti i s "ispunjeno dragim kamenjem"

## Opis
Manipura čakra nalazi se u područja pupka odnosno solarnog pleksusa. Između prvog pršljena i dvanaestog kralješka torakalnog dijela kralješnice. 
Manipura je početno središte za 72000 nadia, fini energetski kanali koji se od pupka šire po cijelom tijelu. Time, manipura prikuplja pranu (životna energija) i distribuira ju po cijelom tijelu.
Pupčana čakra se bavi temama poput volje, osjećaja, moći i identiteta. 

Pravilno razvijena treća čakra će omogućiti osobi učvršćivanje svoga ja, snažno samopouzdanje i poduzetnost s dovoljno snage za strpljenjem. Pružit će osobi i zdravu dozu senzibilnosti i suosjećanja.

Nepravilan rad manipura čakre, što više pretjeran rad, može dovesti do ljubomore, agresije i opsjednutošću moći. Preslab protok energije dovodi do osjećaja nesigurnosti, samosažaljenja i neorijentiranosti u životu.
Manipura čakra prati rad probavnog sustava, želudca, jetre i slezene. Problemi s tim organima mogu upućivati na smetnje u radu pupčane čakre, poput na primjer žgaravice ili čira na želudcu. 

Žlijezda na koju utječe pupčana čakra je gušterača

Manipura čakra je osjetljiva na štetne tvari poput kofeina ili alkohola koji slabe manipura čakru.

## Simbolizam
Manipura čakra povezana je sa sljedećim elementima:
- Bogovi: Lakini, Agni i Rudra
- Element: vatra
- Boja: žuta, zlatnožuta
- Mantra: RAM
- Životinja: ovan
- Dijelovi tijela: probavni sustav, gušterača, jetra, vegetativni živčani sustav
- Simbol: trokut

## Vježbe
U joga sustavu, za pobuđivanje i balansiranje energije u manipura čakri koriste se različite asane s utjecajem na trbušni dio tijela. Uddiyana bandha i agnisara kriya. 

Općenito i vježbe disanja pranayama kao i meditacije s koncentracijom na pupčanu čakru i njenu mantru RAM.
Meditacijom možemo pospješiti protok energije kroz pupčanu čakru i usmjeriti energiju u druge dijelove tijela.

## Druge usporedbe
U endokrinom sustavu, Manipura se povezuje s gušteračom i nadbubrežnom korom. Ove žlijezde proizvode važne hormone za proces probave, pretvorbe hrane u energiju za tijelo, na isti način na koji manipura radijalno širi pranu kroz tijelo. 
Prema Kineskom Qigong, ondje se nalaze 3 Dantiana koji prenose i reguliraju Qi (isto što i prana).
Slične usporedbe postoje i u kabbali. Na tom mjestu su Hod i Netzach. Netzach služi svladavanju, dok Hod djeluje kao kontrolor i formator energije, zajedno djeluju kao princip anabolizma i katabolizma u ljudskom tijelu.

## Alternativna imena
- Tantra: Dashachchada, Dashadala Padma, Dashapatra, Dashapatrambuja, Manipura, Manipuraka, Nabhipadma, Nabhipankaja
- Vede: Manipura, Manipuraka, Nabhi Chakra

## Vanjske poveznice
- Manipura čakra na adishakti.org
- Opis manipura čakre na Kheper.net  Arhivirana inačica izvorne stranice od 25. prosinca 2008. (Wayback Machine)